# NGC 1391
NGC 1391 ist eine Linsenförmige Galaxie vom Hubble-Typ SB0 im Sternbild Eridanus am Südsternhimmel. Sie ist schätzungsweise 190 Millionen Lichtjahre von der Milchstraße entfernt und hat einen Durchmesser von etwa 65.000 Lichtjahren. Vermutlich bildet sie gemeinsam mit NGC 1394 ein gravitativ gebundenes Galaxienpaar. Die Galaxie ist Mitglied der NGC-1400-Gruppe.
Im selben Himmelsareal befinden sich u. a. die Galaxien NGC 1383, NGC 1393, NGC 1402, IC 343.
Das Objekt wurde im Jahr 1886 vom US-amerikanischen Astronomen Francis Leavenworth entdeckt und später vom dänischen Astronomen Johann Dreyer im New General Catalogue verzeichnet.